# Columbus (Mississippi)
Columbus è una città (city) degli Stati Uniti d'America, capoluogo della contea di Lowndes, nello Stato del Mississippi.